# Фонтье-Кабардес
Фонтье́-Кабарде́с (фр. Fontiers-Cabardès) — коммуна во Франции, находится в регионе Лангедок — Руссильон. Департамент коммуны — Од. Входит в состав кантона Сессак. Округ коммуны — Каркасон.
Код INSEE коммуны — 11150.

## Население
Население коммуны на 2008 год составляло 426 человек.
| 1962 | 1968 | 1975 | 1982 | 1990 | 1999 | 2008 |
| ---- | ---- | ---- | ---- | ---- | ---- | ---- |
| 105  | 205  | 245  | 307  | 306  | 324  | 426  |

## Экономика
В 2007 году среди 253 человек в трудоспособном возрасте (15—64 лет) 180 были экономически активными, 73 — неактивными (показатель активности — 71,1 %, в 1999 году было 69,3 %). Из 180 активных работали 156 человек (87 мужчин и 69 женщин), безработных было 24 (13 мужчин и 11 женщин). Среди 73 неактивных 19 человек были учениками или студентами, 27 — пенсионерами, 27 были неактивными по другим причинам.

## Фотогалерея

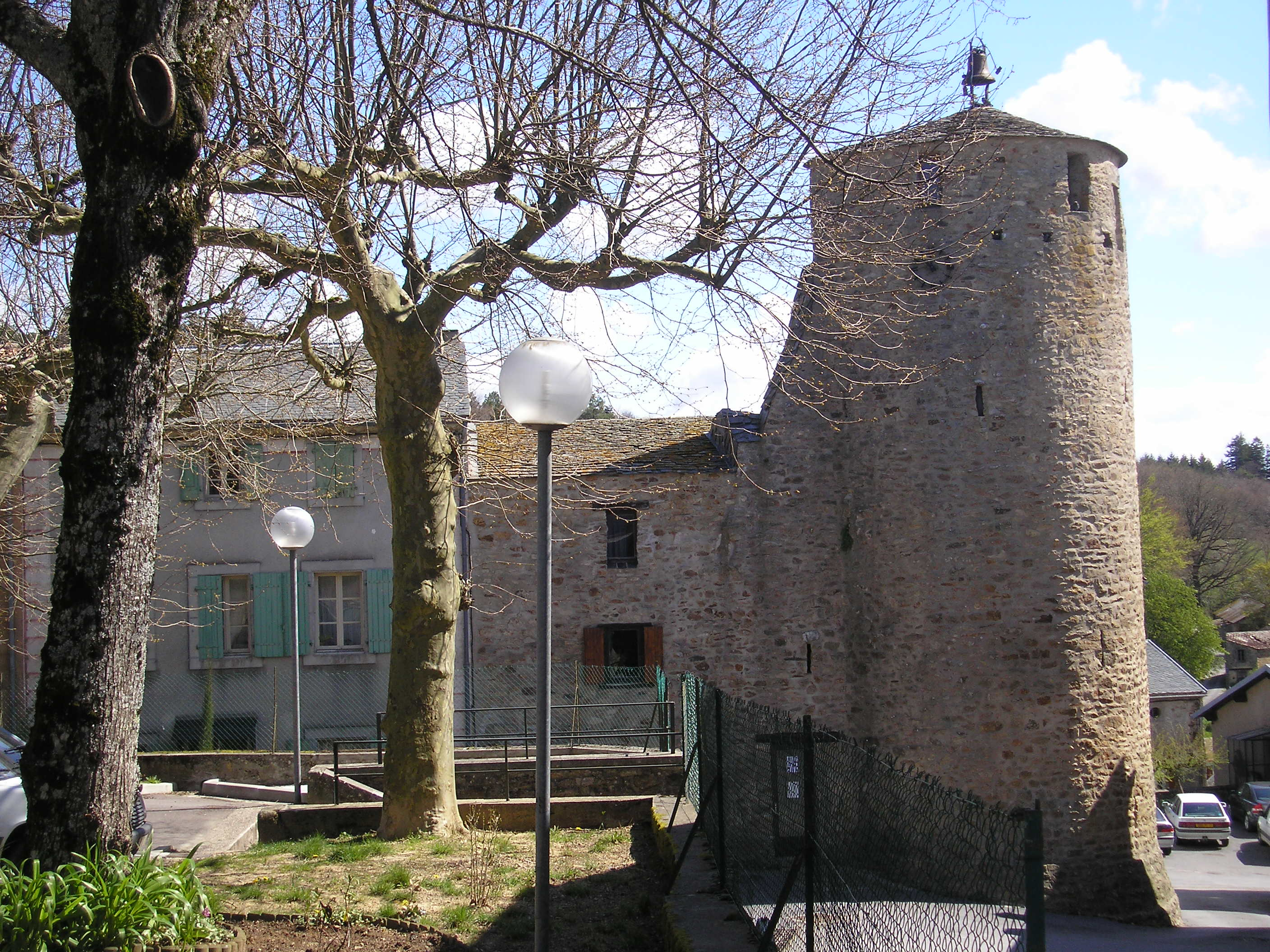
Башня с часами
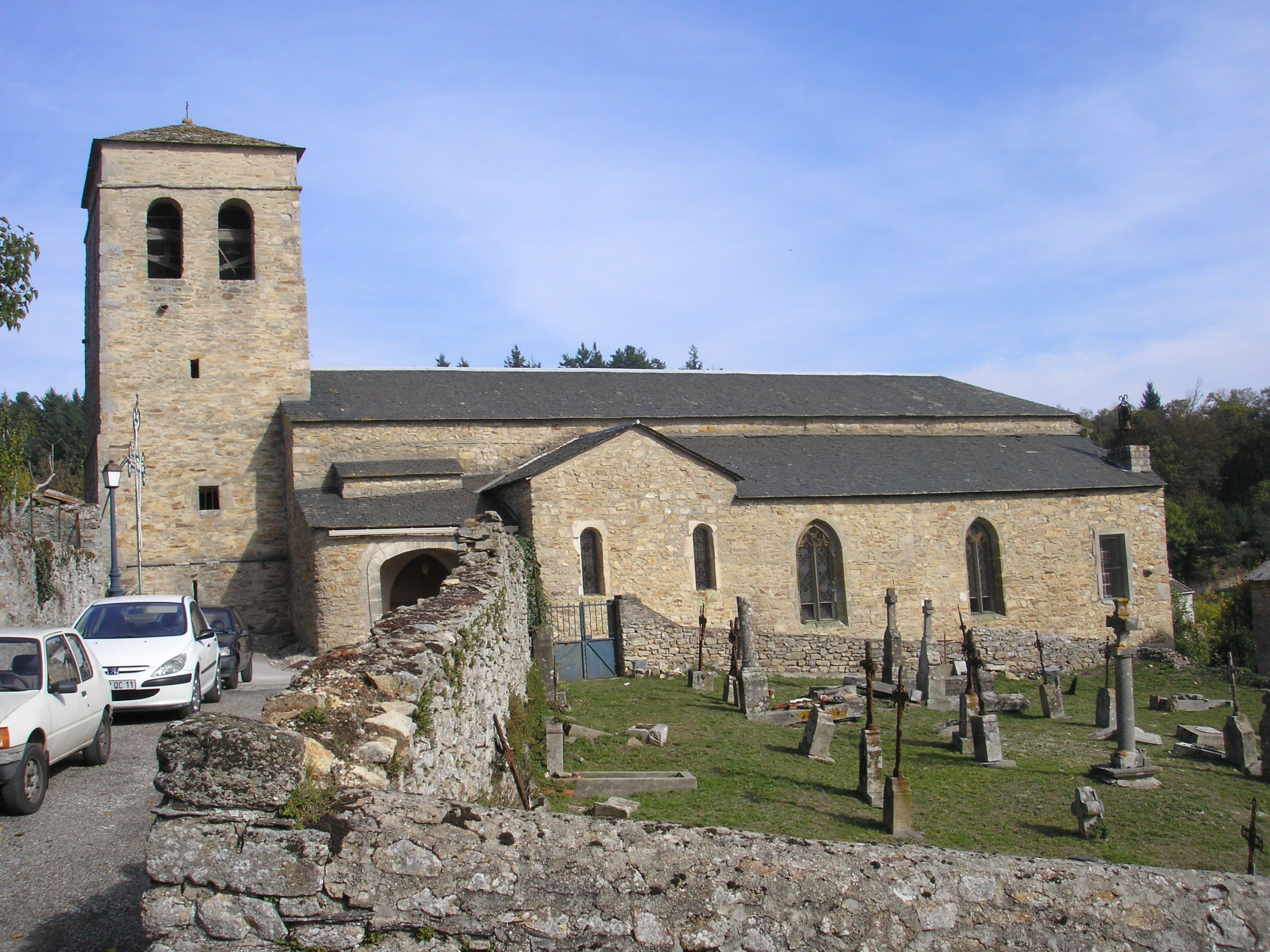
Церковь Сен-Клемен
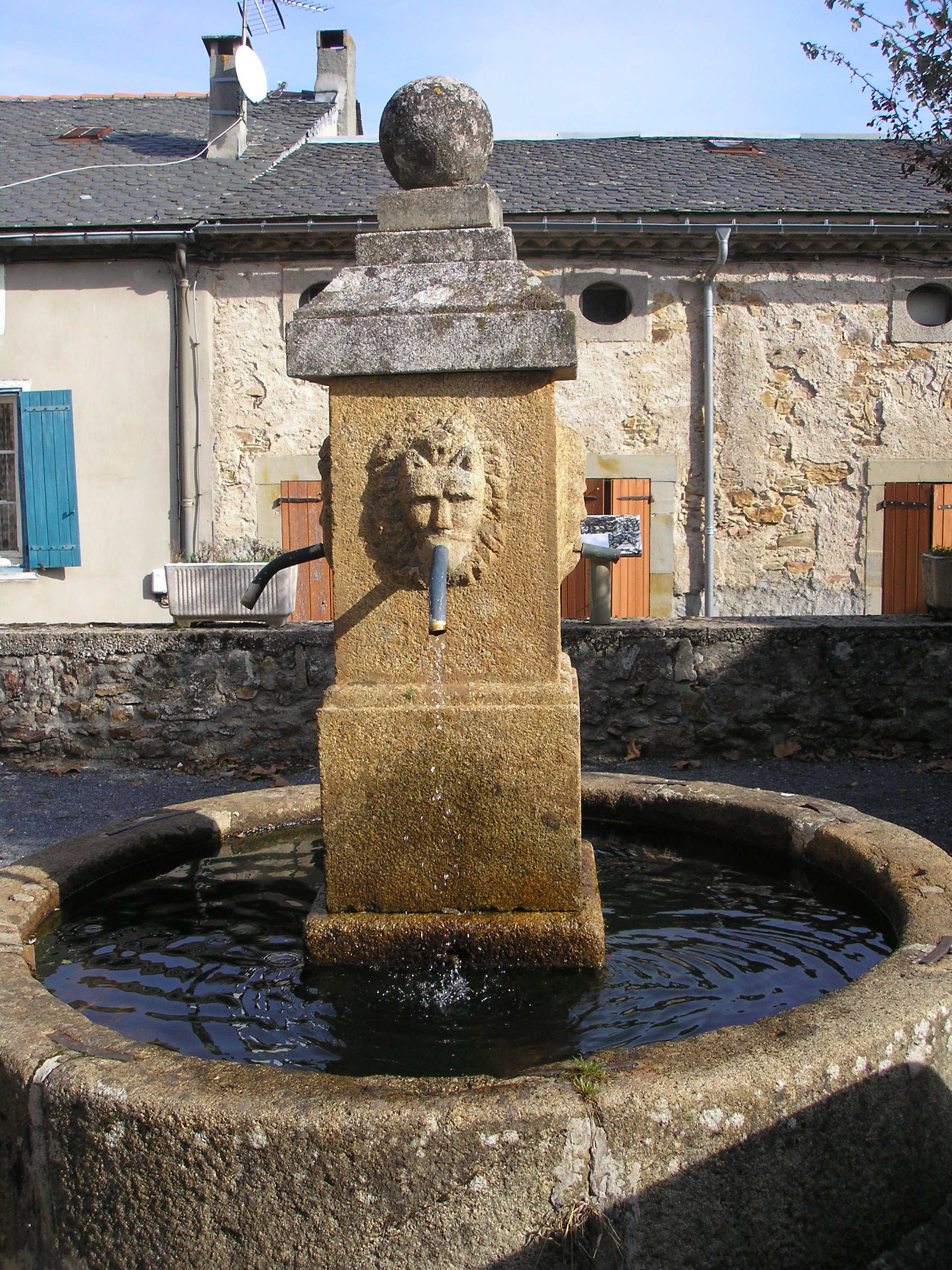
Фонтан